# Thigmothermie
La thigmothermie (du grec θιγμός thigmos, « toucher », et θερμός thermós, « chaleur ») est un mode de thermorégulation par exploitation de la chaleur d'un substrat, la température corporelle augmentant par conduction thermique, généralement par contact sous la masse suffisante d'un abri, sur un rocher non exposé au soleil,.
Cette capacité est particulièrement utilisée par les animaux poïkilothermes terrestres comme les reptiles et les amphibiens, qualifiés à tort d'animaux « à sang froid ».